# 546年
| 千纪： | 1千纪 |
| 世纪： | 5世纪 \| 6世纪 \| 7世纪 |
| 年代： | 510年代 \| 520年代 \| 530年代 \| 540年代 \| 550年代 \| 560年代 \| 570年代                                                  |
| 年份： | 541年 \| 542年 \| 543年 \| 544年 \| 545年 \| 546年 \| 547年 \| 548年 \| 549年 \| 550年 \| 551年                            |
| 纪年： | 丙寅年（虎年）；南朝梁大同十二年，中大同元年；高昌章和十六年；东魏武定四年；西魏大统十二年；新罗建元十一年；万春国天德三年 |

## 大事记
- 玉壁之戰，東魏權臣高歡率重兵進攻玉壁城，久攻不下且傷亡慘重而退兵，高歡憂憤成疾。
- 東哥特王國從拜占庭帝國手中奪回羅馬，幾乎把拜占庭帝國軍隊逐出義大利。
- 梁武帝蕭衍第三次出家，群臣用兩億錢將其贖回。

## 出生
- 宇文述